# 奥佩尔特陨石坑

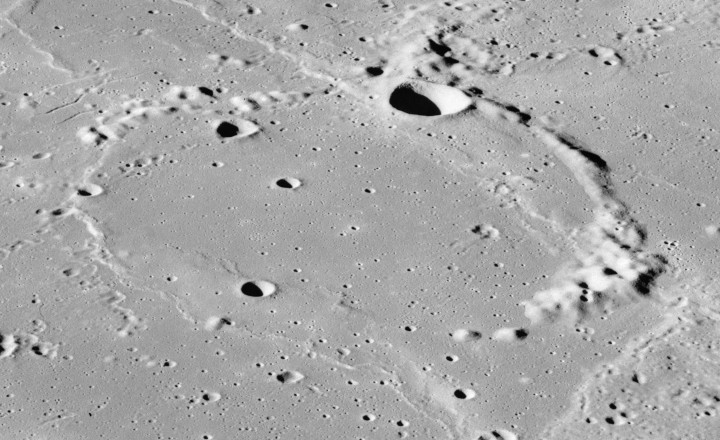
阿波罗16号拍摄的奥佩尔特陨石坑南向斜视图

奥佩尔特陨石坑（Opelt）是月球正面位于云海北部的一座大撞击坑残迹，其名称取自二位德国天文学家弗里德里希·威廉·奥佩尔特（Friedrich Wilhelm Opelt，1794年-1863年）和奥托·莫里茨·奥佩尔特（Otto Moritz Opelt，1829年-1912年），1935年被国际天文学联合会批准接受。

## 描述
该陨坑西北偏西靠近达尔内陨石坑、东北毗邻居里克环形山、古尔德陨石坑位于它的南面、西南和西南偏西分别坐落着更大的布利奥环形山和卢宾聂基陨石坑。奥佩尔特陨石坑东北濒临知海、北面则正对着奥佩尔特月溪（Rimae Opelt）。该陨坑中心月面坐标为16°19′S 17°38′W / 16.32°S 17.64°W，直径48.7公里，深度280米。
奥佩尔特陨石坑完全已被云海熔岩掩没，只剩残存的壁顶和孤峰露出于月海表面。陨坑北端有一宽大的峪口，南侧和东南侧也分布有数处狭窄的裂口，只有西侧壁相对最完整，而南侧壁则坐落了卫星坑奥佩尔特 E。坑内地表接近平坦，但西南部略为隆起，并连接到一道向南延伸的皱岭。
奥佩尔特陨石坑以北的月海表面分布有一组蜿蜒的沟系-被命名为奥佩尔特月溪，其流域直径约70公里。

## 命名
1935年国际天文学联合会以德国天文学家弗里德里希·威廉·奥佩尔特之名命名了该陨坑。2012年国际天文学联合会又添加了德国天文学家兼月球制图师约翰·弗里德里希·朱利叶斯·施密特的儿子-天文学家奥托·莫里兹·奥佩尔特的名字。

## 卫星陨石坑
按惯例，最靠近奥佩尔特陨石坑的卫星坑将在月图上以字母标注在它的中心点旁边。
| 奥佩尔特 | 纬度    | 经度    | 直径   |
| -------- | ------- | ------- | ------ |
| E        | 17.0° S | 17.8° W | 8 公里 |
| F        | 18.1° S | 18.7° W | 4 公里 |
| G        | 16.8° S | 17.2° W | 4 公里 |
| H        | 15.8° S | 17.3° W | 3 公里 |
| K        | 13.6° S | 17.1° W | 5 公里 |

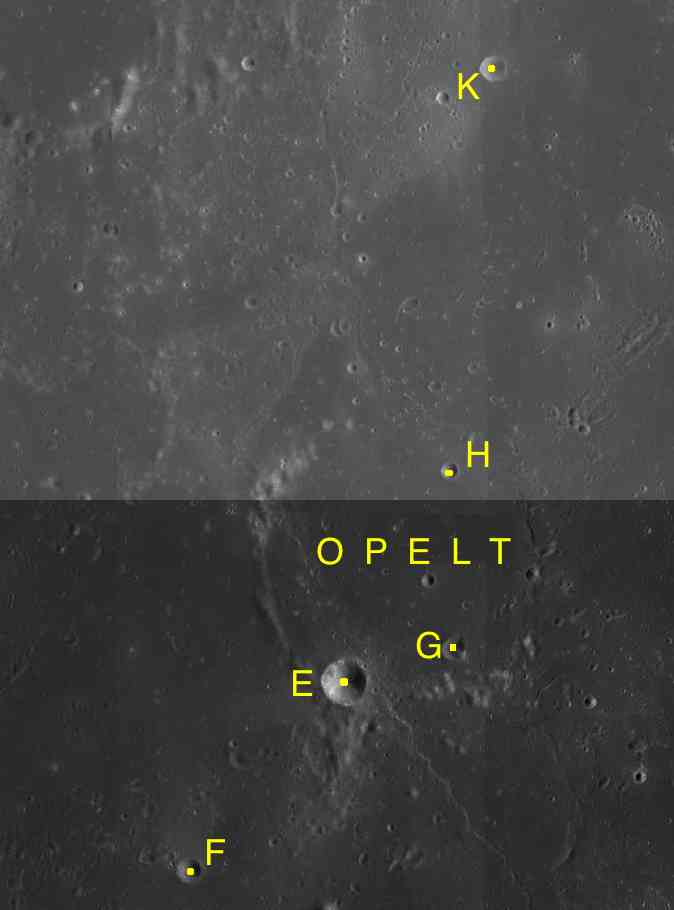
LAC-76与LAC-94拼接图

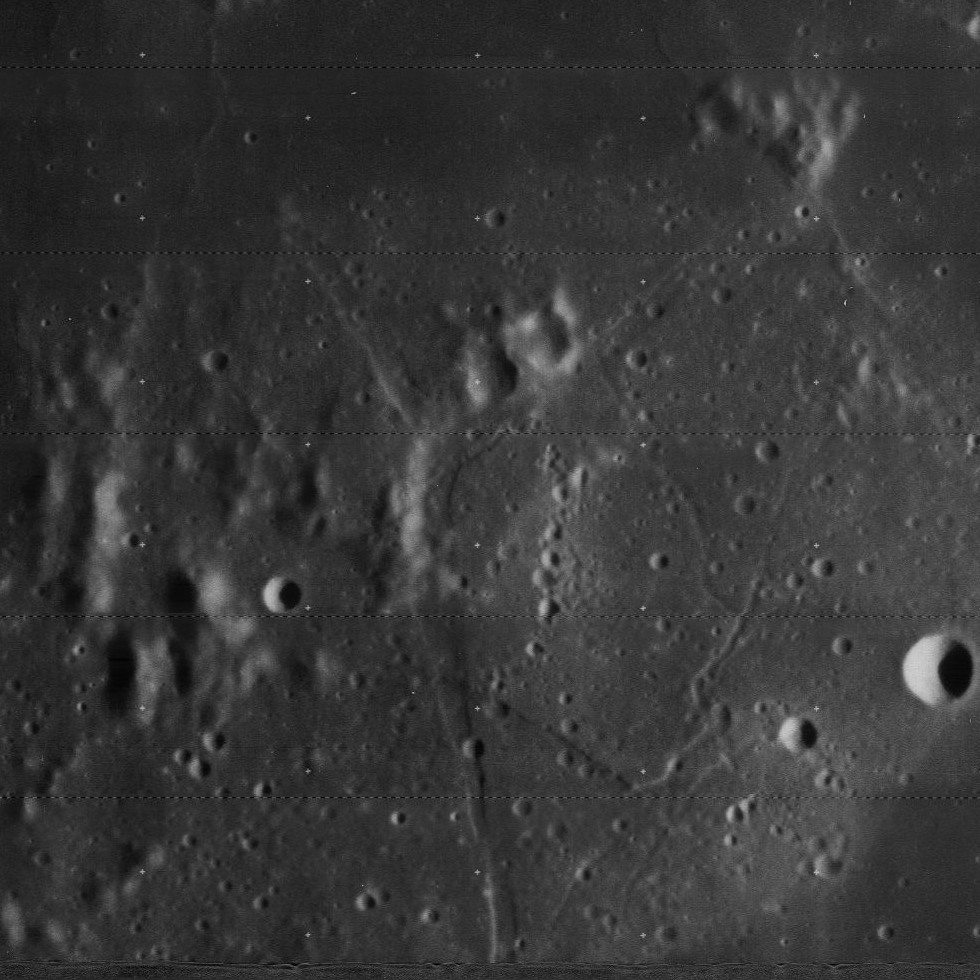
位于奥佩尔特陨石坑北面的奥佩尔特月溪(靠近图中的线状结构)

- 卫星坑奥佩尔特 E被月球及行星观测者协会（ALPO）列入《内侧壁坡带有暗黑辐射纹的撞击坑列表》[4]。

## 参引资料
1. ↑   (PDF).   [2016-10-06]. （原始内容存档 (PDF)于2013-02-20）.
2. ↑  .   [2016-10-06]. （原始内容存档于2020-11-27）.
3. ↑  .   [2016-10-06]. （原始内容存档于2014-12-18）.
4. ↑   (PDF).   [2016-10-06]. （原始内容存档 (PDF)于2013-12-03）.

## 另请参阅
- Andersson, L. E.; Whitaker, E. A. . NASA RP-1097. 1982.
- Blue, Jennifer. . USGS. July 25, 2007  [2007-08-05]. （原始内容存档于2013-02-13）.
- Bussey, B.; Spudis, P. . New York: Cambridge University Press. 2004. ISBN 978-0-521-81528-4.
- Cocks, Elijah E.; Cocks, Josiah C. . Tudor Publishers. 1995. ISBN 978-0-936389-27-1.
- McDowell, Jonathan. . Jonathan's Space Report. July 15, 2007  [2007-10-24]. （原始内容存档于2018-12-25）.
- Menzel, D. H.; Minnaert, M.; Levin, B.; Dollfus, A.; Bell, B. . Space Science Reviews. 1971, 12 (2): 136–186. Bibcode:1971SSRv...12..136M. doi:10.1007/BF00171763.
- Moore, Patrick. . Sterling Publishing Co. 2001. ISBN 978-0-304-35469-6.
- Price, Fred W. . Cambridge University Press. 1988. ISBN 978-0-521-33500-3.
- Rükl, Antonín. . Kalmbach Books. 1990. ISBN 978-0-913135-17-4.
- Webb, Rev. T. W.  6th revised. Dover. 1962. ISBN 978-0-486-20917-3.
- Whitaker, Ewen A. . Cambridge University Press. 1999. ISBN 978-0-521-62248-6.
- Wlasuk, Peter T. . Springer. 2000. ISBN 978-1-85233-193-1.